# August Rüegg
August Rüegg (* 14. Juli 1882 in Uznach; † 6. März 1972 in Basel) war ein Schweizer Klassischer Philologe.

## Leben
August Rüegg studierte Alte Geschichte und Klassische Philologie in Basel, Berlin und München (1906 Dr. phil.). Er war von 1909 bis 1944 Lehrer für klassische Philologie, Geschichte und Englisch am Gymnasium in Basel.

## Werke (Auswahl)
- Beiträge zur Erforschung der Quellenverhältnisse in der Alexandergeschichte des Curtius. Basel 1906.
- Theramenes. Basel 1910.
- Luis de Camões und Portugals Glanzzeit im Spiegel seines Nationalepos. Basel 1925.
- Kunst und Menschlichkeit Homers. Einsiedeln 1948.